# روروس
روروس، باللغة النرويجية Røros بلغة سامي الجنوبية Plassje، هي بلدة وبلدية في مقاطعة سور تروندلاغ وتنتمي لإقليم غاولدالين. المقر الإداري للبلدية هو بلدة روروس، كما تضم قرى أخرى: بريكين، غلاموس، فيراغن وهيتردالين.
تتميز روروس بوجود مناجم النحاس، وتلقب تلك المنطقة بـ: برغستادين وتعني «بلدة التعدين». لازال السكان يعيشون في المنازل المبنية على طراز القرنين الـ17 والـ18، وهي منازل خشبية قائمة على طول الساحات، ما يعطي للبلدة صبغة من العصور الوسطى، وقد تم اعتبارها واحدة من مواقع التراث العالمي لليونسكو سنة 1980.
تبلغ مساحة بلدة روروس 3.29 كيلومترا مربعا، وعدد سكانها سنة 2013 بلغ 3,718 نسمة بكثافة تقدر بـ:1,130 نسمة في الكيلومتر المربع الواحد.

## معلومات عامة
تأسست بلدية روروس في 1 يناير/كانون الثاني 1838. في 1 يناير/كانون الثاني 1875 تم إضافة جزء من آلن (غير مأهول بالسكان) إلى روروس. في 1 يناير/كانون الثاني 1926 تم تقسيم روروس إلى أربع بلديات: روروس، روروس لانغسوغن، بريكين وغلاموس. في 1 يناير/كانون الثاني 1964 تم إعادة جمع البلديات الأربع في بلدية واحدة سميت بروروس. في 29 أبريل/نيسان 1989 تم تحويل جزء من رورس إلى هولتالين.

### التسمية
البلدة سميت بروروس نسبة إلى مزرعة روروس (كان اسمها يهجئ Røraas حوالي العام 1530)، وهذا لأن البلدة بنيت على الأرض التي تضم المزرعة. الجزء الأول يشير إلى نهر روا (Røa)، أما الجزء os الأخير فيعني «مصب النهر». معنى كلمة Røa التي سمي به النهر غير معروف، كما لا يوجد تفسير لاسم البلدة بلغة سامي الجنوبية Plassje .

### شعار النبالة
شعار النبالة اعتمد حديثا في 29 أكتوبر/تشرين الأول 1992، ويحمل رمزا لقطعة نحاس قديمة مع أداتين متقاطعتين لاستخراج المعادن باللون الأصفر مع خلفية حمراء.

### الكنائس
كنيسة النرويج تمتلك أربعة أبشريات في بلدية روروس وهي تابعة لعمادة غاولدال وأسقفية نيداروس.
| الأبشرية   | اسم الكنيسة  | تاريخ البناء | موقع الكنيسة |
| ---------- | ------------ | ------------ | ------------ |
| روروس      | روروس كيركا  | 1784         | روروس        |
| روروس      | روروس كابل   | 1962         | روروس        |
| بريكين     | بريكين كيركا | 1878         | بريكين       |
| غلاموس     | غلاموس كيركا | 1926         | غلاموس       |
| هيتر دالين | هيتردال كابل | 1959         | هيتر دالين   |

## التاريخ
تم استعمال منطقة روروس من طرف شعب سامي الجنوبي لممارسة رعي الرنة، ولا زال هذا النشاط قائما ليومنا هذا. روروس تعرف أيضا بمناجم النحاس، وتعد، إلى جانب كونغسبارغ (الملقبة ببلدة الفضة)، مدينتي التعدين الأبرز في النرويج، وبدأت نشاطها خلال القرن الـ17.
أُحرقت المدينة من طرف الجيش السويدي عامي 1678 و1679 خلال حرب سكانيان. في عام 1718 وخلال حرب الشمال الكبرى، تم الاستيلاء على المدينة مرة أخرى من طرف الجيش السويدي بقيادة الجنرال دي لا بار.
عندما قُتل الملك كارل السابع قرب فرادريكستين في 30 نوفمبر/تشرين الثاني 1718، انسحب دي لا بارا إلى الشمال، وفقد جيشه أكثر من ثلاثة آلاف رجل بسبب أحوال الطقس القاسية في جبال شمالي روروس.
أصبحت روروس وسكانها أكثر شهرة في النرويج خلال القرن الـ20 بفضل الكاتب جوهان فالكبارغت.

### تاريخ التعدين في روروس
في عام 1644 أعطى المسير العام للتعدين في كونغسبرغ الإذن باستغلال النحاس الموجود في الجبال بالقرب من راوهامارن. سرعان ازداد عدد مناجم النحاس ليشمل كل من ستورفولا، غاملا ستوروارتز، ونوردغروفا الواقع شمال شرقي روروس.
وبدءا من عام 1740 شهدت عمليات التعدين ازدهارا واسعا. تم استغلال الدينامت انطلاقا من عام 1870 ثم اُستعملت آلات حفر الآبار، وكذلك الكهرباء بدءا من 1879. طريقة بسمر هي الأخرى تم استخدامها خلال أوخر القرن التاسع عشر. الأسعار العالية لكل من النحاس والزنك كان لها الأثر الجيد على المنطقة، لكن انخفاض الأسعار فيما بعد تسبب في خسائر واسعة. في عام 1977 وبعد 333 عاما، توقف التعدين في روروس.

## الثقافة
خلال فصل الشتاء، يُنظم سوق تقليدي يدعى «روروسمارتنان» ويستقطب ما بين 60,000 إلى 70,000 سائح سنويا. السوق تنطلق في آخر يوم ثلاثاء من شهر فبراير/شباط وتدوم لخمسة أيام. يوجد أيضا عرض مسرحي موسيقي يؤدي في الهواء الطلق لتذكر الجنود السويديين الذين تجمدوا حتى الموت. العرض يؤدي منذ عام 1994.

## الجغرافيا
روروس تقع على سهل يرتفع بـ630 مترا عن سطح البحر وهي مغطاة بنبات القضبان وبعض الصنوبر. البحيرة الأكبر في البلدية هي أورسوند، وتعد أيضا منبعا لنهر غلاما. الجزء الشمالي من بحيرة فوموند (ثالث أكبر بحيرة في النرويج) يقع في روروس غربي الحظيرة الوطنية فوموندسماركا. تضم البلدية بحيرات أخرى منها: فيراغن، هاسيوان، رامبرغسيوان، كورسيوان، نيدرا رواستن، روغن وريان. يمارس كل من الصيد والتجذيف بشكل واسع في هذه البحيرات.

### المناخ
يسود روروس مناخا أقرب للمناخ القاري. متوسط هطول الأمطار هو 500 ملم سنويا. تعد الفترة الممتدة ما بين آيار/مايو وفبراير/شباط الأغزر من حيث التساقط. متوسط درجة الحرارة في شهر يناير/كانون الثاني هو -11.2 درجة مئوية. سجلت روروس أدنى درجة حرارة في المناطق الواقعة جنوب مقاطعة فينمارك مع -50.4 درجة مئوية في يناير/كانون الثاني 1914. خلال موجة البرد التي اجتاحت أوروبا في 2010 تدنت درجة الحرارة لتلبغ -42 درجة مئوية. فصول الشتاء باردة ورتيبة، وهذا ما يوفر ظروف مثالية لرياضية التزلج، خاصة ما بين شهري فبراير/شباط وأبريل/نيسان نظرا لأن الأيام في هذه الفترة تصبح أطول من باقي أيام الشتاء. متوسط درجة الحرارة في يوليو/تموز هو 11.4 درجة مئوية، أيام الصيف غالبا ما تكون دافئة، لكن لياليه قد تصبح باردة. أعلى درجة حرارة سجلت في يوليو/تموز 2008 مع 30.7 درجة مئوية.
يوجد في روروس محطة هوغان، الواقعة على بعد كيلومترين من مطار روروس، ويتم تسييرها من طرف معهد الأرصاد الجوية النرويجي.

## النقل

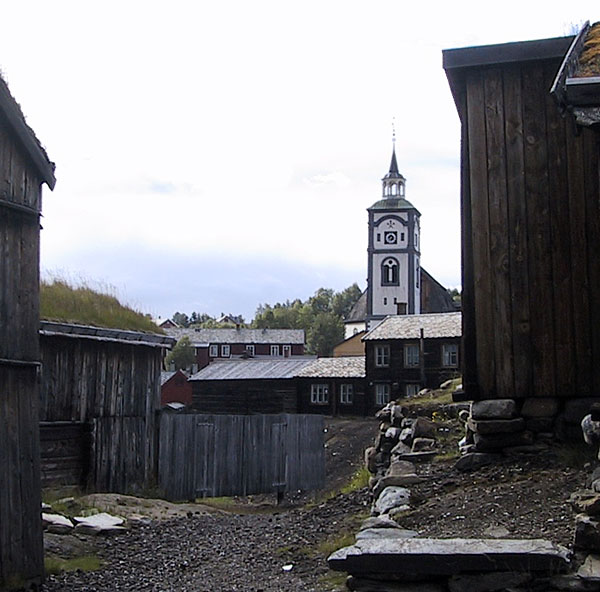
روروس القديمة

يمر بالبلدية خط السكك الحديدية روروسبانن. إلى جانب محطة روروس للسكك الحديدية يوجد مطار روروس، الذي ينظم رحلات إلى أوسلو. الطريق السريع Rv30 يربط تينست جنوبا بوادي غاولا باتجاه تروندهايم شمالا. يوجد أيضا طريق Rv705 الرابط بين سيلبو وستيوردال، وطريق Rv31 المتجه شرقا إلى السويد.

## روابط خارجية
- إحصاءات حول روروس في موقع الإحصاءات النرويجي.
- تاريخ روروس (باللغة النرويجية).
- موقع التراث العالمي في روروس.
- معلومات حول روروس (باللغة النرويجية).
- مدخل لروروس في موقع اليونيسكو.
- روروس على موقع Visitnorway.com.
- صور روروس.